# ناحیه پوناخا
ناحیه پوناخا (به لاتین: Punakha District) یک منطقهٔ مسکونی در بوتان (کشور) است که در مرکز این کشور واقع شده‌است. ناحیه پوناخا ۱٬۱۱۰ کیلومتر مربع مساحت و ۲۸٬۷۴۰ نفر جمعیت دارد.